# Nahom Girmai Netabay
Nahom Girmai Netabay (Kristianstad, 28 agosto 1994) è un calciatore svedese di origini eritree, centrocampista del Degerfors.

## Carriera
La sua carriera è iniziata a Kristianstad, la cittadina in cui è cresciuto. Qui Girmai Netabay ha fatto parte del settore giovanile del Kristianstad BoIS e nel 2013 ha debuttato nella terza serie nazionale con la maglia del Kristianstads FF. A partire dal 2016 la squadra ha cambiato nome in Kristianstad FC, a seguito della fusione tra Kristianstads FF e Kristianstad BoIS. Girmai è rimasto nel club fino al termine della Division 1 2017.
Il 9 dicembre 2017 è stato annunciato che Girmai Netabay, alla riapertura del mercato nell'imminente di gennaio, sarebbe diventato un giocatore del Varberg. Al suo primo anno nel campionato di Superettan, il giocatore si è imposto come miglior marcatore della squadra con 10 reti in 28 presenze, contribuendo al raggiungimento del terzultimo posto che ha significato poi la salvezza dopo gli spareggi. Nella stagione seguente è stato invece il secondo miglior marcatore stagionale del Varberg, con 8 gol in 29 partite in un campionato di Superettan che ha visto i neroverdi venire promossi in Allsvenskan per la prima volta nella loro storia.
Il debutto di Girmai Netabay in Allsvenskan è effettivamente avvenuto nel 2020, ma con una maglia diversa da quella del Varberg: nel gennaio 2020 infatti è stato ingaggiato a parametro zero dal Sirius con un contratto biennale. È rimasto in nerazzurro fino alla scadenza contrattuale del dicembre 2021, totalizzando nel frattempo 7 reti in 49 gare di campionato.
Nel gennaio del 2022 si è unito ufficialmente al Kalmar, altra squadra del campionato di Allsvenskan, allenata (perlomeno durante quella stagione) da Henrik Rydström che già era stato suo tecnico nel 2020 al Sirius. La permanenza di Girmai Netabay nel club è durata due anni, poiché al termine dell'Allsvenskan 2023 ha lasciato la squadra a parametro zero anche per via della volontà di provare una parentesi all'estero.
Il 19 febbraio 2024 è stato presentato dai danesi del Næstved impegnati nella lotta salvezza della 1. Division 2023-2024, la seconda serie nazionale. Tre mesi e mezzo più tardi, all'indomani dell'ultima giornata di campionato che ha visto il club retrocedere, è stata ufficializzata la partenza del giocatore. L'8 agosto 2024 è diventato ufficialmente un giocatore del Degerfors, squadra della seconda serie svedese.